# Fabricio Oberto
Fabricio Oberto (Las Varillas, 21 maart 1975) is een Argentijns voormalig basketballer.

## Carrière

### Argentinië en Europa
Op 17-jarige leeftijd kreeg Oberto een try-out bij Atenas de Córdoba en ging een jaar later spelen voor de ploeg. Hij maakte zijn profdebuut op 19-jarige leeftijd. In 1998 nadat hij tot MVP van de competitie was gekozen verhuisde hij naar Olympiakos Piraeus in Griekenland. In het seizoen 1998/99 speelde Oberto 24 wedstrijden, met een gemiddelde van 6,8 punten en 5,5 rebounds per wedstrijd, en speelde ook in de Euroleague.
In december 1999 beëindigt hij zijn ervaring bij Olympiakos en verhuist naar Spanje naar Tau Cerámica, waar hij blijft tot de zomer van 2002, met stijgende cijfers, tot 11,0 punten en 6,3 rebounds per wedstrijd, die een grote bijdrage leverden aan het team dat het kampioenschap won in het seizoen 2001/02. Daarna verhuisde hij naar Valencia BC, waar hij tot de zomer van 2005 bleef. In de zomer van 2004 werd hij opgeroepen voor de Argentijnse nationale ploeg voor de Olympische Spelen van 2004 in Athene. Argentinië won de gouden medaille. In zijn laatste seizoen in Valencia had hij een gemiddelde van 14,2 punten en 7,3 rebounds met een uitstekende 65% van het veld.

### NBA
In de zomer van 2005 probeerde de San Antonio Spurs Luis Scola (eerder gekozen in de 2002 NBA draft, en Fabricio's oude teamgenoot destijds van bij Tau Vitoria) binnen te halen. Maar de leiding van de Spaanse club wilde Scola niet laten gaan en dus viel de keuze van de Spurs op Fabricio.
Tijdens zijn debuutseizoen (2005/06) werd hij niet veel gebruikt, maar naarmate de tijd verstreek, werd hij steeds belangrijker voor zijn ploeg en sloot af met gemiddeld 4,4 punten en 4,7 rebounds. Het jaar daarop won de tweedejaars Oberto zijn eerste NBA-ring, in de finale met een 4-0 overwinning op de Cleveland Cavaliers. Maar het is in het seizoen 2007/08 dat Fabricio een vaste waarde wordt voor zijn team, als startende middenvelder naast Tim Duncan of, soms, als vervanger door zich aan te passen als grote aanvaller. Hij scoorde 4,8 punten, 5,2 rebounds en 1,8 assists per wedstrijd op 60% schieten.
Op 23 juni 2009 werd hij geruild met de Milwaukee Bucks, samen met teamgenoten Kurt Thomas en Bruce Bowen, in ruil voor Richard Jefferson. Later die dag wisselde hij weer van ploeg en kwam bij de Detroit Pistons in ruil voor Amir Johnson. Op 1 juli werd hij door de Pistons uit het team gehaald. Op 23 juli 2009 tekende hij voor de Washington Wizards. In de zomer van 2010 bleef hij zonder ploeg. Op 25 oktober 2010 tekende hij bij de Portland Trail Blazers.

### Pensioen en korte terugkeer
Op 4 november 2010 kondigde hij plotseling zijn pensionering aan, wegens hartproblemen die hem in 2009 al tot een operatie hadden gedwongen. In januari 2013, meer dan 2 jaar na zijn pensioen, keerde Oberto terug naar de Argentijnse competitie met zijn debuutploeg, AD Atenas de Córdoba. Hij speelde tot het einde van het seizoen als vervanger van center Julián Aprea.

## Erelijst
- NBA-kampioen: 2007
- Liga Sudamericana de Básquetbol: 1997, 1998
- Campeonato Sudamericano de Clubes Campeones de Básquetbol: 1994
- Campeonato Panamericano de Clubes de Básquetbol: 1996
- Copa del Rey de Baloncesto: 2002
- Spaans landskampioen: 2002
- EuroCup: 2003
- Olympische Spelen: 1x , 1x
- Wereldkampioenschap: 1x
- FIBA AmeriCup: 2x , 2x
- FIBA Diamond Ball: 1x , 1x
- Zuid-Amerikaans kampioenschap: 1x
- Pan-Amerikaanse Spelen: 1x

## Statistieken

### Regulier seizoen
| Seizoen  | Team                   | WG  | WS  | MPW  | 2P%  | 3P% | FW%  | RPW | APW | SPW | BPW | PPW |
| -------- | ---------------------- | --- | --- | ---- | ---- | --- | ---- | --- | --- | --- | --- | --- |
| 2005/06  | San Antonio Spurs      | 59  | 0   | 8,3  | 47,3 | 0,0 | 55,6 | 2,1 | 0,5 | 0,2 | 0,2 | 1,7 |
| 2006/07  | San Antonio Spurs      | 79  | 33  | 17,3 | 56,2 | —   | 64,7 | 4,7 | 0,9 | 0,3 | 0,3 | 4,4 |
| 2007/08  | San Antonio Spurs      | 82  | 64  | 20,1 | 60,8 | 0,0 | 60,7 | 5,2 | 1,2 | 0,5 | 0,2 | 4,8 |
| 2008/09  | San Antonio Spurs      | 54  | 11  | 12,5 | 58,7 | 0,0 | 57,1 | 2,6 | 1,1 | 0,1 | 0,2 | 2,6 |
| 2009/10  | Washington Wizards     | 57  | 20  | 11,4 | 62,5 | —   | 76,5 | 1,8 | 0,9 | 0,2 | 0,2 | 1,5 |
| 2010/11  | Portland Trail Blazers | 5   | 0   | 9,0  | 60,0 | —   | 50,0 | 1,4 | 0,0 | 0,0 | 0,0 | 1,4 |
| Carrière | Carrière               | 336 | 128 | 14,5 | 57,6 | 0,0 | 61,7 | 3,5 | 0,9 | 0,3 | 0,2 | 3,2 |

### Play-offs
| Seizoen  | Team              | WG | WS | MPW  | 2P%  | 3P% | FW%   | RPW | APW | SPW | BPW | PPW |
| -------- | ----------------- | -- | -- | ---- | ---- | --- | ----- | --- | --- | --- | --- | --- |
| 2005/06  | San Antonio Spurs | 7  | 0  | 4,9  | 33,3 | —   | 25,0  | 0,9 | 0,1 | 0,1 | 0,4 | 1,0 |
| 2006/07  | San Antonio Spurs | 20 | 12 | 20,8 | 62,5 | 0,0 | 57,1  | 4,9 | 0,7 | 0,3 | 0,2 | 5,6 |
| 2007/08  | San Antonio Spurs | 17 | 9  | 19,5 | 60,9 | —   | 70,0  | 4,2 | 1,2 | 0,4 | 0,3 | 3,7 |
| 2008/09  | San Antonio Spurs | 2  | 0  | 11,0 | 66,7 | —   | 100,0 | 2,0 | 0,0 | 1,0 | 0,0 | 6,0 |
| Carrière | Carrière          | 46 | 21 | 17,4 | 60,3 | 0,0 | 61,5  | 3,9 | 0,8 | 0,3 | 0,3 | 4,2 |

2 Ely · 
4 Finley · 
5 Horry · 
7 Oberto · 
9 Parker · 
11 Vaughn · 
12 Bowen · 
14 Udrih · 
15 Bonner · 
16 Elson · 
17 Barry · 
20 Ginóbili · 
21 Duncan · 
33 White · 
45 Butler · 
Coach Popovich